# NGC 7173
NGC 7173 (również PGC 67878, UGCA 422 lub HCG 90C) – galaktyka eliptyczna (E), znajdująca się w gwiazdozbiorze Ryby Południowej. Została odkryta 25 września 1834 roku przez Johna Herschela. Galaktyka ta należy do zwartej grupy Hickson 90 (HCG 90).